# Cratere Bi Sheng
Bi Sheng è un cratere lunare di 55,27 km situato nella parte nord-occidentale della faccia nascosta della Luna.